# Global Country of World Peace

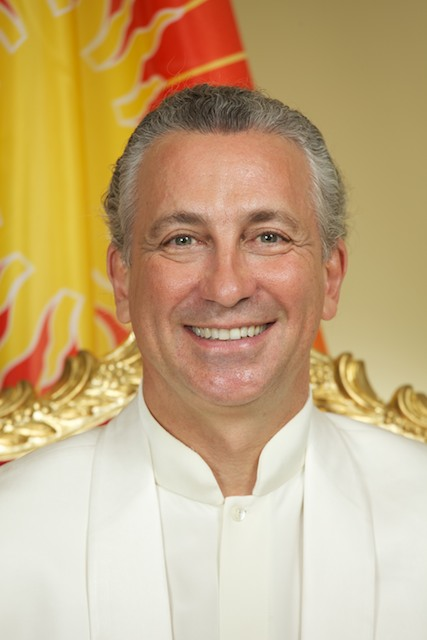
Tony Nader, actuel dirigeant du mouvement de la Méditation transcendantale et de Global Country of World Peace

Global Country of World Peace (le "Pays Mondial de la Paix dans le Monde" en français) est une association inaugurée par Maharishi Mahesh Yogi, le fondateur de la Méditation transcendantale, le 7 octobre 2000. Elle se veut une organisation non gouvernementale internationale dont le but est la promotion de la Méditation transcendantale et son éducation, ainsi que la construction de bâtiments pour la paix dans les grandes villes du monde,. À l'origine, GCWP est conçu comme "un pays sans frontières pour les personnes pacifiques de partout". Il possède sa propre monnaie, le "Raam", dont le responsable est le nouveau président du mouvement, le neurologue Tony Nader (en).
Le GCWP fit des tentatives infructueuses pour être reconnu comme un État souverain, comme une micronation de 2000 à 2002. En 2002, le GCWP installe son siège à Maharishi Vedic City, près de Fairfield, dans l'État américain de l'Iowa. Il possède des centres administratifs ou d'enseignement aux États-Unis, aux Pays-Bas et en Irlande. Diverses sources qualifient le mouvement de la Méditation transcendantale de secte dans certains pays.

## But
Selon un rapport de Bloomberg LP, les déclarations de revenus du GCWP décrivent sa mission comme la création de la paix mondiale "dans l'union de tous les pays, dans la prospérité et l'invincibilité, le bonheur et la  santé parfaite". Celle de la division américaine, selon un article de 2005, est de promouvoir "l'illumination, une bonne santé, et la paix par la pratique de la Méditation Transcendantale" et de construire des palaces pour la paix en l'an 3000 dans les grandes villes du monde.

## Monnaie
Le GCWP émet un bon au porteur et une monnaie locale, le raam,. Il a été conçu pour le développement de projets agricoles et de lutte contre la pauvreté dans les pays du tiers monde. La monnaie est utilisée dans l'Iowa et peut être donnée aux Pays-Bas dans une centaine de magasins d'une trentaine de villes et villages, selon le taux fixe du raam.
Le raam est émis en coupures de 1, 5 et 10 raams. Un raam est égal à 10 euros en Europe et à 10 dollars aux États-Unis,. Les billets sont imprimés par Johan Enschede & Zonen,. En 2002, Bob Wynne, le maire de Maharishi Vedic City, Iowa, estime que 40 000 billets sont en circulation. Le raam diffère des autres monnaies locales car elle vise à l'export de produits plutôt que du maintien d'une activité économique sur un territoire. Selon le ministre des Finances du GCWP, elle peut servir à des projets agricoles dans les pays en développement,. James Dorn, un expert de Cato Institute, exprime des doutes sur la viabilité de ce but. Selon l'émetteur, le raam est également un bon au porteur d'un total de 3 % d'intérêt après cinq ans (0,6 % des intérêts simples par an).
Le raam était utilisé, en 2003, à côté de l'euro, conformément à la loi néerlandaise, dans plus de 100 magasins aux Pays-Bas. En 2003, la Banque centrale néerlandaise estimait qu'il y avait environ 100 000 billets de raam en circulation.

## Centres administratifs

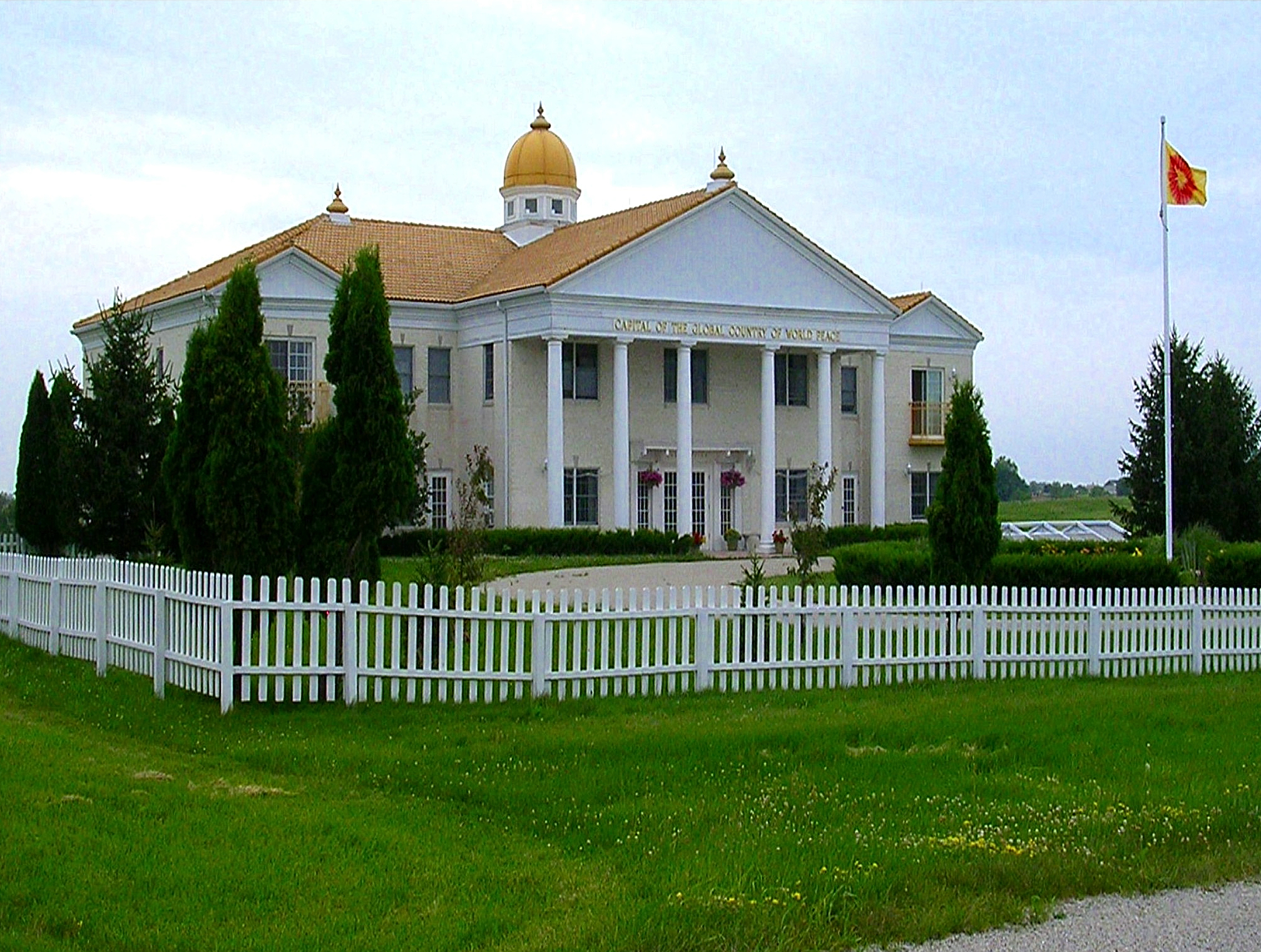
Centre de Maharishi Vedic City

Maharishi Vedic City, Iowa, est la capitale de Global Country of World Peace. Le plan de la ville et les règles de construction suivent les principes du Veda. Pour l'architecte Keller Easterling (en), Maharishi Vedic City montre la volonté du GCWP de s'organiser comme n'importe quel état souverain.
De 2004 à 2010, le GCWP possède l'immeuble de l'American Bank Note Company Building (en) à New York qu'il qualifie de capitale financière. Il devait servir de centre administratif pour un projet visant à amasser des fonds pour 3 000 palais de la paix, des fermes biologiques et des cliniques dans les pays en développement, mais au fil du temps, son utilisation principale était aussi un centre de méditation transcendantale. Lorsque le bâtiment devient un fardeau financier, il est vendu en 2010 pour 5,5 millions de dollars de profit de l'organisation, affectés à un nouveau centre d'enseignement à Manhattan et d'autres programmes.
L'US Peace Government annonce des plans pour construire une capitale nationale près de Smith Center, dans le Kansas. Une cérémonie d'inauguration a lieu le 28 mars 2006. Il achète une surface de 4 km2. les plans prévoient la construction de 12 à 15 bâtiments, y compris les palais de la paix et un centre de diffusion, pour un coût estimé de jusqu'à 15 millions de dollars. Cela divise les habitants. Neuf pasteurs écrivent au journal local leurs préoccupations sur le prosélytisme, tandis que la Chambre de commerce se réjouit de la création de nouveaux emplois. La commission d'urbanisme du comté impose un moratoire sur la disparition de terres agricoles, mais se retire après une menace de procès par l'organisation spirituelle. En avril 2009, un porte-parole annonce que deux palais de paix sont en voie d'achèvement.
En 2009, le GCWP ouvre le West Virginia Retreat Center à Three Churches, en Virginie-Occidentale. Seuls les hommes peuvent venir pour la méditation. En 2012, le centre est composé de 10 bâtiments avec 90 résidents masculins ainsi que divers membres du personnel,.

## Palais de la Paix
En 2008, Global Country of World Peace entreprend la construction de palais de paix dans les grandes villes des États-Unis, qui donnent des cours de techniques de Méditation Transcendantale, des soins d'Ayurveda et des compléments alimentaires à base de plantes. Les bâtiments sont construits selon les lignes directrices védiques, mélange de temple indien et de maison de plantation du Sud, ont deux étages, de couleur blanche, une surface d'environ 1 100 m². Ils doivent mettre fin à la location de deux cents sites à travers le pays et être les vitrines du mouvement.
On en trouve à Bethesda (Maryland), Houston et Austin (Texas), Fairfield (Iowa), Saint Paul (Minnesota) et Lexington (Kentucky),. Trois des palais existants ont été construits par des particuliers. 52 terrains ont été achetés en Amérique et d'autres dans le monde.
Selon les responsables de l'organisation, le respect des règles et des normes de construction ont ralenti la construction des bâtiments dans une vingtaine de villes.

## Tentatives d'obtention de la souveraineté
En 2001, on rapporte que Global Country of World Peace échoue dans ses tentatives pour établir une nation souveraine après des contacts avec des pays en Afrique, en Asie et en Amérique latine,.
En novembre 2000, le GCWP a fait une proposition au président du Suriname, d'un bail de 200 ans d'un terrain de 14 km2 de terres rurales plus 1 % de la monnaie en circulation du nouvel État souverain, la création de 10 000 emplois contre 1,3 milliard de dollars sur trois ans,.
Le HCR rapporte que, en juillet 2001, la nation insulaire de Tuvalu, a rejeté, après un examen sérieux, une proposition de GCWP de créer une "ville-État souverain comme le Vatican" près de l'aéroport international en échange de 2 millions de dollars par an.

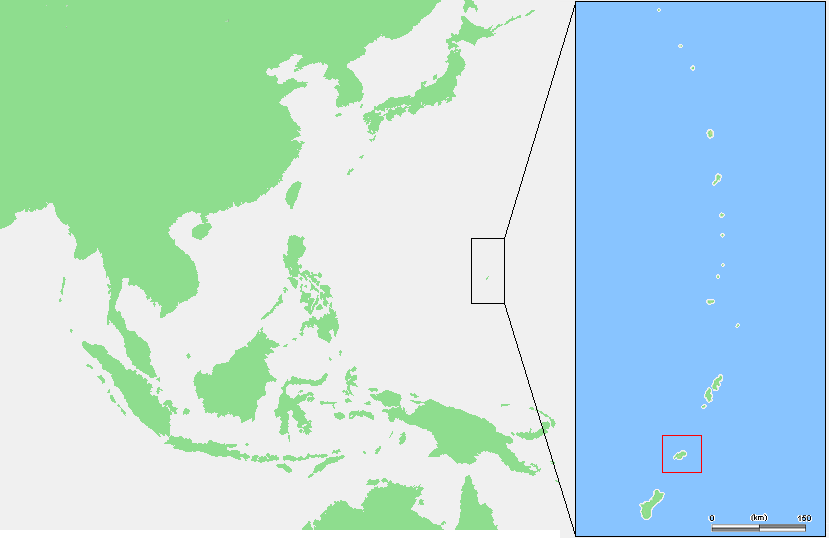
Position de l'île de Rota

En 2002, le GCWP demande à installer un siège mondial dans un terrain sur l'île de Rota qui fait partie des îles Mariannes du Nord, un protectorat des États-Unis. Le GCWP propose de contribuer à la croissance économique du pays, mais Rota refuse, préférant rester membre du Commonwealth.
Au Costa Rica, les responsables du GCWP "auraient offert à chaque famille" de la cordillère de Talamanca 250 dollars par mois pour avoir le droit de nommer un roi. Une cérémonie a lieu pour nommer un habitant en tant que roi de la communauté. Le ministère de l'Intérieur ordonne à la représentation du GCWP de quitter le pays.

## Administration
Les dirigeants régionaux et les professeurs de Méditation transcendantale sont appelés "gouverneurs de l'époque des Lumières". Tony Nader est nommé par le Maharishi comme le "premier souverain de Global Country of World Peace" en 2000,.
Certains "dirigeants nationaux" et "hauts fonctionnaires" du GCWP se font appeler rajas. En 2005, vingt-deux hommes sont nommés par le Maharishi. Ils suivent une formation de deux mois et on leur demande un don d'un million de dollars à la Maharishi World Peace Fund. La tenue de cérémonie pour le Maharaja et les rajas comprend des robes de soie blanche, de médaillons et des couronnes d'or. En 2008, Nader assiste aux funérailles du Maharishi en Inde et adopte le titre de "Maharaja Adhiraj Rajaraam". Depuis lors, l'organisation est administrée par des membres d'une haute élite intellectuelle, comme Bevan Morris (en), tout en conservant Nader comme le leader central.